# Roberto Vittori
Roberto Vittori (* 15. října 1964 ve Viterbu, Itálie) byl původně pilot italské armády, od srpna 1998 je astronautem oddílu ESA. V letech 2002 a 2005 se zúčastnil krátkodobých kosmických letů v ruských Sojuzech na Mezinárodní vesmírnou stanici (ISS). Od roku 2009 se připravoval na další krátkodobou návštěvu ISS, tentokrát v americkém raketoplánu. Mise STS-134 proběhla v roce 2011, Vittori působil v posádce raketoplánu Endeavour jako letový specialista.

## Život

### Mládí
Roberto Vittori pochází z Viterba, po absolvování střední školy studoval v letech 1983–1985 fyziku na univerzitě v Pise, následující čtyři roky strávil na vojenské letecké akademii, v Pozzuoli. Roku 1990 absolvoval stáž u amerického letectva v Texasu. Poté sloužil u italského letectva, létal na Tornadech GR1. Byl vyslán ke studiu na škole zkušebních letců námořního letectva USA v Patuxent River, úspěšně ji absolvoval v listopadu 1995. Po návratu se účastnil prací na programu Eurofighter 2000. Během služby nalétal na 2000 hodin ve 40 typech letadel.

### Astronaut

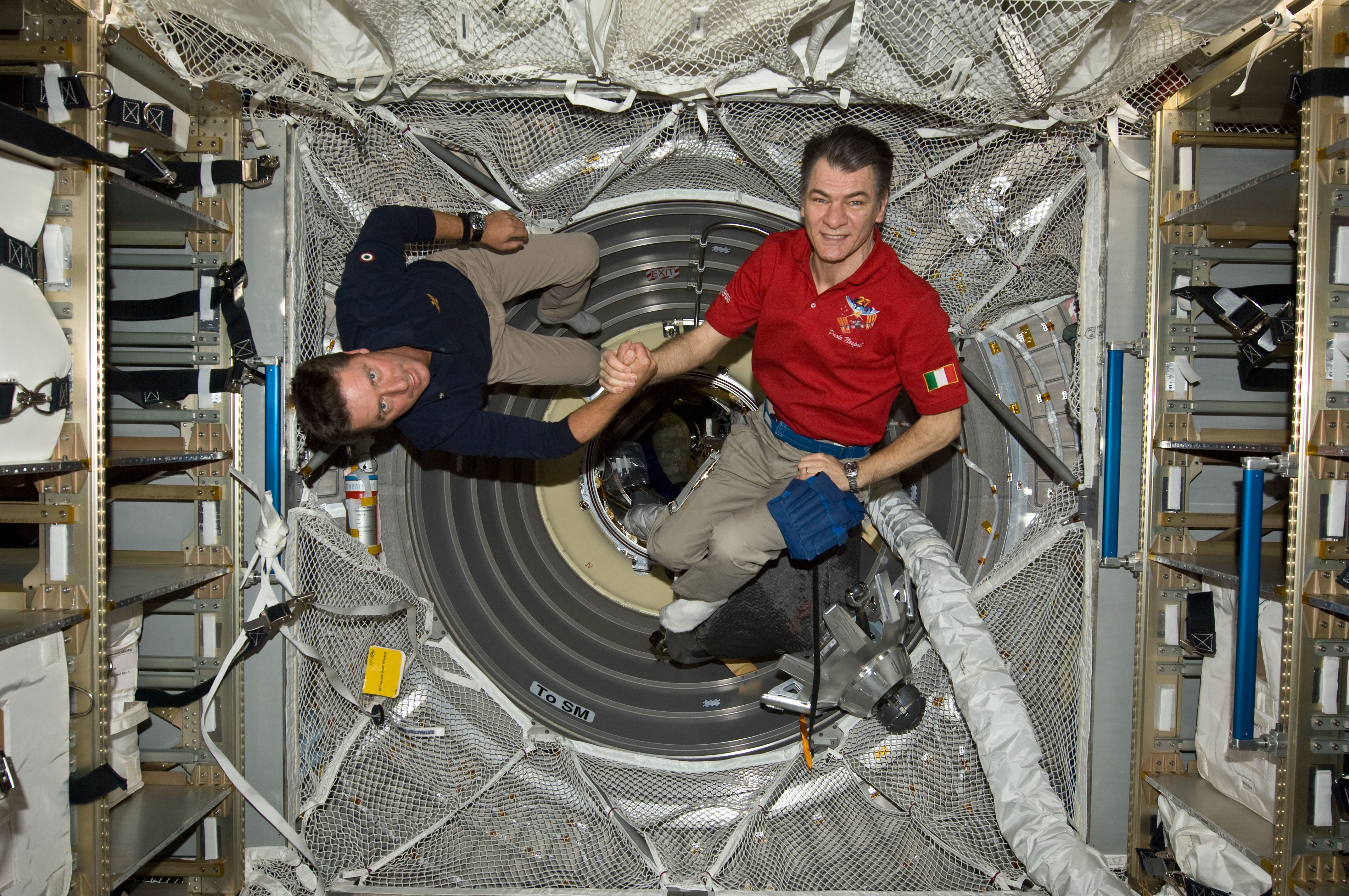
Roberto Vittori (vlevo) a Paolo Nespoli v zásobovací lodi ATV-2 při misi STS-134

V červenci 1998 byl ve 3. náboru Italské kosmické agentury (ASI) vybrán do oddílu astronautů ESA, v srpnu 1998 zahájil s dalšími členy oddílu ESA výcvik na funkci letového specialisty v Johnsonově vesmírném středisku v Houstonu. Výcvik letového specialisty dokončil v srpnu 2000. V březnu 2001 se kvalifikoval jako operátor manipulátoru raketoplánu, v červenci téhož roku v Kanadě získal i kvalifikaci operátora manipulátoru na ISS.
V srpnu 2001 byl zařazen do posádky 3. návštěvní expedice na Mezinárodní vesmírnou stanici (ISS) a zahájil přípravu ve Středisku přípravy kosmonautů v Hvězdném městečku.
Do vesmíru vzlétl z Bajkonuru 25. dubna 2002 v Sojuzu TM-34 společně s Jurijem Gidzenkem a jihoafrickým milionářem Markem Shuttleworthem. Během týdenního pobytu na ISS se věnoval experimentům programu Marco Polo. Po splnění programu trojice návštěvníků přistála 5. května 2002 se Sojuzem TM-33 po 9 dnech, 21 hodinách a 25 minutách letu.
Od srpna 2004 se v Hvězdném městečku připravoval na další misi, nazvanou Eneide. Startoval v Sojuzu TMA-6 jako jediný člen 8. návštěvní expedice na ISS společně s posádkou Expedice 11 (Sergej Krikaljov a John Phillips), přistál s vracejícími se členy Expedice 10 v Sojuzu TMA-5. Ve vesmíru prožil 9 dní, 22 hodin a 21 minut ve dnech 15. – 25. dubna 2005.
Od roku 2008 se uvažovalo o jeho účasti v některém ze zbývajících letů Space Shuttlů. Až 11. srpna 2009 NASA oznámila sestavu posádky letu STS-134 do níž byl Vittori zařazen. Start raketoplánu Endeavour proběhl 16. května 2011, Roberto Vittori odstartoval jako letový specialista na svou třetí misi do vesmíru. Raketoplán dopravil k ISS spektrometr AMS-02 (Alpha Magnetic Spectrometer) a nehermetizovanou plošinu ELC-3. Let trval 15 dní, 17 hodin a 38 minut, Endeavour se ze své historicky poslední mise vrátil na Kennedyho vesmírné středisko 1. června 2011.
Roberto Vittori je ženatý, má tři syny.